# Jewgeni Lwowitsch Feinberg
Jewgeni Lwowitsch Feinberg (russisch Евге́ний Льво́вич Фе́йнберг, wiss. Transliteration Evgenij L'vovič Fejnberg; * 14. Junijul. / 27. Juni 1912greg. in Baku; † 10. Dezember 2005) war ein russischer theoretischer Physiker.

## Leben
Feinberg war der Sohn eines Arztes und zog mit seiner Familie 1918 von Baku nach Moskau und studierte an der Lomonossow-Universität. Drei Jahre nach seinem Abschluss 1935 war er ab 1938 am Lebedew-Institut in Moskau (FIAN), dem er seitdem verbunden blieb. 1939 habilitierte er sich (russischer Doktor) bei Igor Tamm mit einer Arbeit über Ionisation von Atomen beim Betazerfall des Atomkerns. Während des Zweiten Weltkriegs beschäftigte er sich mit der Theorie der Radiowellenausbreitung auf der Erde und untersuchte akustische Objekterkennung bei starkem Rauschen für Sonar (1943), was zu Anwendungen in der sowjetischen Marine führte (mit S.G. Gershman). 1944 bis 1949 beschäftigte er sich mit der Theorie von Kernreaktoren (u. a. Methoden der Neutronenspektroskopie aus der Abbremszeit der Neutronen). Das führte zu seiner Beschäftigung mit Kernreaktionen und inelastischer Hadronstreuung ab den 1950er Jahren, teilweise mit Isaak Pomerantschuk. Von 1952 bis 1978 leitete er eine Theoriegruppe für Hochenergiephysik am Lebedew-Institut. Außerdem war er 1944 bis 1946 Gastprofessor an der Universität Nischninowgorod und 1946 bis 1954 Professor an der Lomonossow-Universität. In den 1970er Jahren untersuchte er u. a. die Lepton- und Photon-Produktion in Hadron-Kollisionen und im Quark-Gluon-Plasma.
Feinberg engagierte sich für den nach Gorki verbannten Andrei Sacharow und andere Bürgerrechtler. Er war mit einer Musikwissenschaftlerin verheiratet und schrieb mehrere populärwissenschaftliche Bücher, auch über das Verhältnis von Kunst und Naturwissenschaften.
1988 erhielt er die S.-I.-Wawilow-Goldmedaille und 2000 den Pomerantschuk-Preis. Er war seit 1966 korrespondierendes und seit 1997 volles Mitglied der Russischen Akademie der Wissenschaften.

## Schriften
- Art in the Science dominated world, Studies in Cybernetics Bd. 13, Harwood 1987 (russisch 1981)
- Zwei Kulturen – Intuition und Logik in Kunst und Wissenschaft, Springer 1998 (deutsche Übersetzung)
- Epoche und Persönlichkeit, Moskau, Nauka 1999 (russisch, Essays über große Wissenschaftler)